# Karaczajewo-Czerkieski Uniwersytet Państwowy
Karaczajewo-Czerkieski Uniwersytet Państwowy im. Alijewa (ros. Карачаево-Черкесский государственный университет имени У.Д. Алиева) – rosyjska uczelnia w Republice Karaczajewo-Czerkieskiej, z siedzibą w Karaczajewsku.
Uniwersytet został założony w 1938 roku jako instytut kształcący nauczycieli szkół średnich na potrzeby okręgów Karaczajewskiego i Czerkieskiego. W 1940 r. został przekształcony w instytut pedagogiczny. W 2003 r. uzyskał status uniwersytetu, przyjmując w 2006 r. za patrona uczonego i pedagoga Umara Alijewa.
W skład uczelni wchodzą dwa instytuty (filologiczny i nauczania dodatkowego), dziewięć fakultetów (fizyczno-matematyczny, artystyczno-graficzny, kultury fizycznej, pedagogiki i metodyki nauczania ogólnego, historyczny, pedagogiczno-muzyczny, przyrodniczo-geograficzny, psychologii, ekonomii i zarządzania), filia w Kropotkinie, 44 katedry (9 ogólnouniwersyteckich, 35 specjalizacyjnych), 5 laboratoriów naukowo-badawczych i 9 laboratoriów dydaktycznych.
Liczba studentów na studiach dziennych i zaocznych przekracza 5 000, kadrę stanowi ok. 300 wykładowców i asystentów. Rektorem jest prof. Burhan Niurczukowicz Tambijew (malarstwo).
W ostatnich latach uniwersytet otwiera się na międzynarodową wymianę studentów.